# Karl von Normann

Karl von Normann um 1870

Karl von Normann (* 21. September 1827 in Franzburg; † 17. Juli 1888 in Braunschweig) war ein preußischer Offizier, Hofbeamter und Diplomat.

## Leben
Karl Wilhelm Christof von Normann wurde als Sohn des Rechtsanwalts Karl Heinrich von Normann und dessen Frau Wilhelmine, einer Tochter des Generalsuperintendenten und Greifswalder Theologieprofessors Johann Christoph Ziemssen, geboren. Der Generalmajor Axel von Normann (1760–1835) war sein Großvater.
Nach dem Besuch des Greifswalder Gymnasiums wurde er Soldat. Er unternahm eine Bildungsreise über Berlin nach Wien, Italien und Paris nach London. 1852 heiratete Normann die Greifswalderin Emma Anderssen († 18. Januar 1918). 1853 besuchte er die Preußische Kriegsakademie. 1858 wurde er zum Premierleutnant und 1859 zum Hauptmann befördert.
1864 wurde Normann Privatsekretär der Kronprinzessin Victoria. 1866 wurde er zugleich vortragender Rat und erster Adjutant des Kronprinzen Friedrich. Normann war 1872 verantwortlich für die Ernennung des Grafen Usedom zum kommissarischen Generaldirektor der Berliner Museen.
1883 gab er die Adjutantur auf und wurde Hofmarschall. Im Sommer 1884 wurde Normann aus dem Hofdienst entlassen und zum preußischen außerordentlichen Gesandten und bevollmächtigten Minister in Oldenburg, Braunschweig und Lippe ernannt. Otto von Bismarck zählte Normann zu seinen höfischen Gegnern.
Normann starb wenige Wochen nach dem Tod Kaiser Friedrichs an einem Herzschlag und wurde auf dem Alten Friedhof in Greifswald begraben.